# Canton de Renwez
Le canton de Renwez est une ancienne division administrative française située dans le département des Ardennes et la région Champagne-Ardenne.

## Géographie
Ce canton était organisé autour de Renwez dans l'arrondissement de Charleville-Mézières. Son altitude moyenne était de 263 m.

## Représentation

### conseillers généraux
| Période | Période      | Identité                                  | Étiquette           | Qualité                                                                               |
| ------- | ------------ | ----------------------------------------- | ------------------- | ------------------------------------------------------------------------------------- |
| 1833    | 1848         | Jean Antoine René Wiart                   |                     | Notaire, maire de Renwez                                                              |
| 1848    | 1861         | Gérard Auguste Saingery-Mozet (1797-1863) |                     | Notaire royal à Aubigny puis juge de paix à Renwez, puis à Lonny                      |
| 1861    | 1871         | Baron Prosper Joseph Sibuet               | Majorité dynastique | Auditeur au Conseil d’État Député (1863-1870)                                         |
| 1871    | 1901 (décès) | Charles-Théophile Speckhahn               | Droite              | Médecin - Maire de Renwez                                                             |
| 1901    | 1919         | Auguste Prévost                           | Rad                 | Médecin Maire de Renwez (1904-1919)                                                   |
| 1919    | 1925         | Léon Etienne (1874-1947)                  | Rad                 | Médecin à Renwez                                                                      |
| 1925    | 1931         | Paul Vassal                               | SFIO                | Ouvrier mouleur puis agent d'assurances à Auxerre (Yonne) Maire de Renwez (1919-1925) |
| 1931    | 1940         | Abel Boissel                              | Rad modéré          | Médecin à Renwez Nommé conseiller départemental en 1943                               |
|         |              |                                           |                     |                                                                                       |
| 1945    | 1973         | Max Demaugre (1914-1987)                  | SFIO puis PS        | Médecin Maire de Renwez (1946-1977)                                                   |
| 1973    | 1979         | Jean-Raphaël Bourguignon                  | UDR puis RPR        | Maire de Tournes                                                                      |
| 1979    | 1985         | Gérard Drumel                             | PS                  | Agent des P.T.T. Maire d'Haudrecy (1971-2014)                                         |
| 1985    | 1998         | Jeanine Vastine-Diot                      | RPR                 | Maire de Renwez (1983-1995)                                                           |
| 1998    | 2015         | Gérard Drumel                             | DVG                 | Maire de Haudrecy (1971-2014)                                                         |

### Conseillers d'arrondissement
| Période | Période | Identité                                    | Étiquette         | Qualité |
| ------- | ------- | ------------------------------------------- | ----------------- | --- |
| 1833    | 1842    | Louis François d'Argy (1790-1858)           |                   | Propriétaire, commandant de la Garde Nationale à Tournes                                                    |
| 1842    | 1848    | Louis Alexandre Guillaume-Mozet (1788-1866) |                   | Propriétaire et brasseur à Renwez                                                                           |
| 1848    | 1866    | Jean-Baptiste Maillard (1806-1884)          |                   | Notaire, maire de Renwez                                                                                    |
| 1866    | 1870    | Jules Aubert                                |                   | Notaire à Renwez                                                                                            |
| 1870    | 1877    | René Leheutre                               |                   | Notaire à Renwez                                                                                            |
| 1877    | 1889    | Hector Bernier                              |                   | Pharmacien, adjoint au maire de Renwez                                                                      |
| 1889    | 1898    | Jacques Vetzel                              |                   | Notaire, adjoint au maire de Renwez                                                                         |
| 1898    | 1901    | Auguste Prévost                             |                   | Docteur en médecine à Renwez                                                                                |
| 1901    | 1910    | Victor-Léon Badré                           |                   | Propriétaire, maire de Remilly-les-Pothées                                                                  |
| 1910    | 1919    | Ernest Paris                                |                   | Cultivateur, maire de Haudrecy                                                                              |
| 1919    | 1922    | Sosthène Duchesne                           |                   | Arboriculteur, maire de Lonny                                                                               |
| 1922    | 1925    | Paul Vassal (1889-1962)                     | SFIO              | Ouvrier Mouleur puis agent d'assurances, maire de Renwez (1919-1925)                                        |
| 1925    | 1928    | Auguste Watremetz                           |                   | Employé, conseiller municipal des Mazures                                                                   |
| 1928    | 1931    | Abel Boissel                                |                   | Docteur en médecine à Renwez                                                                                |
| 1931    | 1934    | Émile Canot                                 |                   | Cultivateur, maire de Sécheval                                                                              |
| 1934    | 1937    | Gustave Rousseaux                           |                   | Retraité, à Cliron                                                                                          |
| 1937    | 1940    | Édouard Drouart                             | Rad.ind. puis PSF | Cultivateur à Montcornet                                                                                    |
| 1940    |         |                                             |                   | Les conseils d'arrondissement ont été suspendus par la loi du 12 octobre 1940 et n'ont jamais été réactivés |

## Composition
Le canton de Renwez regroupait quinze communes et comptait 7 221 habitants (recensement de 1999 sans doubles comptes).
| Nom                 | Code Insee | Intercommunalité                | Population (dernière pop. légale) |
| ------------------- | ---------- | ------------------------------- | --------------------------------- |
| Renwez (chef-lieu)  | 08361      | CC Vallées et Plateau d'Ardenne | 1 723 (2014)                      |
| Arreux              | 08022      | CA Ardenne Métropole            | 336 (2014)                        |
| Cliron              | 08125      | CA Ardenne Métropole            | 331 (2014)                        |
| Ham-les-Moines      | 08206      | CC Vallées et Plateau d'Ardenne | 384 (2014)                        |
| Harcy               | 08212      | CC Vallées et Plateau d'Ardenne | 503 (2014)                        |
| Haudrecy            | 08216      | CA Ardenne Métropole            | 297 (2014)                        |
| Lonny               | 08260      | CC Vallées et Plateau d'Ardenne | 632 (2014)                        |
| Les Mazures         | 08284      | CC Vallées et Plateau d'Ardenne | 938 (2014)                        |
| Montcornet          | 08297      | CC Vallées et Plateau d'Ardenne | 302 (2014)                        |
| Murtin-et-Bogny     | 08312      | CC Vallées et Plateau d'Ardenne | 173 (2014)                        |
| Remilly-les-Pothées | 08358      | CC Ardennes Thiérache           | 242 (2014)                        |
| Saint-Marcel        | 08389      | CC Vallées et Plateau d'Ardenne | 382 (2014)                        |
| Sécheval            | 08408      | CA Ardenne Métropole            | 557 (2014)                        |
| Sormonne            | 08429      | CC Vallées et Plateau d'Ardenne | 557 (2014)                        |
| Tournes             | 08457      | CA Ardenne Métropole            | 1 057 (2014)                      |

## Démographie
| 1962  | 1968  | 1975  | 1982  | 1990  | 1999  | 2006  | 2011  | 2012  |
| ----- | ----- | ----- | ----- | ----- | ----- | ----- | ----- | ----- |
| 5 388 | 5 521 | 5 664 | 6 248 | 6 882 | 7 221 | 7 859 | 8 291 | 8 304 |